# Сульфіна Барбу
Сульфіна Барбу (рум. Sulfina Barbu; нар. 9 березня 1967) — румунський політик, член Палати депутатів Румунії, колишній міністр довкілля (2004–2007) та міністр праці (2011–2012).

## Біографія
Сульфіна Барбу народилася 9 березня 1967 року в Румунії. У 1990 році вона закінчила факультет геології та геофізики Бухарестського університету. З 1991 по 1997 рік працювала інженером-геофізиком у компанії Prospecțiuni, з 1997 по 2001 рік була комерційним директором Industrial Construct, а з 2001 по 2004 рік — заступником генерального виконавчого директора Директорату з охорони довкілля та екологічної освіти в Бухаресті.

## Політична кар’єра
Сульфіна Барбу є членом Демократичної ліберальної партії і очолювала жіночу організацію партії. З грудня 2004 по квітень 2007 року вона обіймала посаду міністра довкілля та водного господарства в уряді Румунії. Під час виконання обов’язків Барбу зосередилася на інтеграції екологічної політики в регіональні стратегії та зміцненні спроможності екологічних інституцій. У 2005 році вона звинуватила компанію Aquaproject, де дружина Аурела Константина Іліє була основним акціонером, у корупції через отримання контрактів від Адріан Настасе. У відповідь представники компанії заявили, що контракти були отримані законно. Ліліана Драган, основний акціонер компанії, звинуватила Барбу у значних збитках, спричинених повенями 2005 року в Румунії. Барбу також зазнала критики за недостатню підготовку країни до повеней. Вона зазначала, що її основними пріоритетами як міністра були боротьба з глобальним потеплінням, запобігання шумовому та повітряному забрудненню, захист біорегіонів і забезпечення доступу до води.
У 2009 році Барбу знову висувалася на посаду міністра довкілля, але спільний комітет відхилив пропозицію через критику щодо її акцій у компанії KVB. У вересні 2011 року вона стала міністром праці. Її звільнили з посади 9 лютого 2012 року. З лютого 2013 по 30 червня 2017 року Барбу була директором консалтингової компанії S.C. Eco Conmar Consulting S.R.L.